# Vertaizon
Vertaizon ist eine französische Gemeinde mit 3442 Einwohnern (Stand: 1. Januar 2022) im Département Puy-de-Dôme in der Region Auvergne-Rhône-Alpes. Vertaizon gehört zum Arrondissement Clermont-Ferrand im Kanton Billom. Die Einwohner werden Vertaizonnais genannt.

## Geographie
Vertaizon liegt in der Landschaft Limagne, etwa 20 Kilometer östlich von Clermont-Ferrand. Umgeben wird Vertaizon von den Nachbargemeinden 
- Beauregard-l’Évêque im Norden,
- Bouzel im Osten,
- Vassel im Südosten,
- Chauriat im Süden,
- Mur-sur-Allier mit Mezel im Südwesten und Dallet im Westen,
- Pont-du-Château im Nordwesten.

Durch die Gemeinde führt die frühere Route nationale 497 (heutige D997).

## Bevölkerungsentwicklung
| Jahr                       | 1962 | 1968 | 1975 | 1982 | 1990 | 1999 | 2006 | 2011 |
| Einwohner                  | 1701 | 1882 | 1979 | 2033 | 2156 | 2278 | 2794 | 3161 |
| Quellen: Cassini und INSEE |      |      |      |      |      |      |      |      |

## Sehenswürdigkeiten
- Kirche Notre-Dame, frühere Kirche aus dem 13. Jahrhundert
- Ruinen der früheren Burg

|  |  |